# Piero Cappuccilli
Piero Cappuccilli (Trieste, 9 de novembre de 1929 - 11 de juliol de 2005) fou un baríton italià, reconegut com un dels principals intèrprets lírics de Verdi el segle xx. Va intervenir molt sovint al Gran Teatre del Liceu durant les tres dècades de 1960 a 1980.
El seu pare, oficial de la marina, li va inculcar el seu amor pel mar. Després d'haver-se iniciat en l'estudi de l'arquitectura, s'interessa vivament per l'òpera, i debuta el 1957 en el Teatro Nuovo de Milà a Pagliacci de Leoncavallo. Posteriorment va ser Fígaro a El barber de Sevilla. Amb els anys, Cappuccilli s'especialitzaria en el repertori verdià.
El 1964 va cantar al Teatre de La Scala a Lucia di Lammermoor de Gaetano Donizetti (com Enrico) i també a Aida. El 1966 va cantar a l'Arena de Verona a Rigoletto i el 1967 en el Covent Garden de Londres a La Traviata. El 1969 actua per primera vegada als Estats Units, a I Puritani de Vincenzo Bellini; el 1971 va cantar en una memorable representació de Simon Boccanegra a la Scala, i el 1973 en l'Òpera de París a Il trovatore. El 1975 va cantar de nou a Milà a Macbeth, sota la direcció de Claudio Abbado. Un any més tard hi cantava l'inoblidable Jago, al costat de Plàcido Domingo, en el verdià Otello.
El 1989 va actuar per última vegada al teatre milanès al paper de Scarpia, de la pucciniana Tosca, rol que Cappuccilli va interpretar només en els últims anys de la seva carrera.
La seva carrera es va veure interrompuda el 1992, quan, després d'una representació de Nabucco, va sofrir un greu accident automobilístic que va accelerar la seva retirada. Posteriorment es dedicaria a la docència.